# Galeodes kozlovi
Galeodes kozlovi är en spindeldjursart som beskrevs av J. Birula 1911. Galeodes kozlovi ingår i släktet Galeodes och familjen Galeodidae. Inga underarter finns listade i Catalogue of Life.